# 勝本清一郎
勝本 清一郎（かつもと せいいちろう、1899年5月5日 - 1967年3月23日）は日本の文芸評論家である。日本ペンクラブ創立に参加。

## 経歴
東京生まれ。1923年慶應義塾大学文学部を卒業し、プロレタリア文学や演劇の運動に関わった。1917年高浜虚子に弟子入りし、翌年から数年間勝本の写生文が「十編近く「ホトトギス」に掲載されている」。「これと並行して、十五歳の頃から」三味線を習った。
1921年に永井荷風の元妻で新作舞踊家として活躍していた藤間静枝（藤蔭静樹）について『三田文学』に「藤間静枝女史の芸術-舞踏詩『秋の調べ』に就いて」として発表。これが縁で当時40代だった静枝の年下の恋人となり、静枝の舞踊台本も執筆。「大正十三年から昭和二年（1927）にかけての四年間、勝本清一郎は少なくとも三本の自作脚本を藤間静枝のために演出している。静枝を題材とした小説を『三田文学』に発表した。その後徳田秋聲が結婚しかけた山田順子が勝本のもとに走り、静枝と別れるという事件が起きた（1927年）。勝本は順子についても私小説「肉体の距離」として『三田文学』に発表した。のちに勝本は、これは静枝と別れるためだったと述べており、順子とも1年ほどで別れた。秋声はこの4人の関係をもとに私小説『仮装人物』を執筆した。
1929年、島崎藤村の子・蓊助とベルリンに外遊。『前衛の文学』（1930年）を刊行。この間、藤森成吉とともにハリコフ会議（第2回国際革命作家同盟会議）に出席し、日本のプロレタリア文学運動の現状を報告した。1933年、ドイツ人女性を伴って帰国。帰国後彼は、すでに警察に虐殺されていた小林多喜二の『一九二八年三月十五日』の原稿を預かり、第一銀行本店地下室金庫に隠した。戦後、多喜二の原稿は、勝本による「厳密な校訂を経て、『小林多喜二全集第二巻』と、岩波文庫版に復元された」。1938年に検挙された。
第二次世界大戦後、社団法人日本ユネスコ協会連盟理事長を務めた。文学資料の収集でも知られ『透谷全集』（岩波書店（全3巻）、1950-1955年）の編集において厳密な校訂を貫いたことは語り草になった。

## 著書
- 『赤色戦線を行く』新潮社、1930年
- 『前衛の文学』新潮社、1930年
- 『日本文学の世界的位置』協和書院、1936年
- 『近代文学ノート』能楽書林、1948年
- 『こころの遠近』朝日新聞社、1965年
- 『近代文学ノート』みすず書房（全4巻） 1979-80年。選集・紅野敏郎ほか編

### 共編著
- 『現代短歌の源流 座談会形式による近代短歌史』吉田精一・木俣修共編 短歌研究社、1963年
- 『座談会 明治文学史』、柳田泉・猪野謙二と共編著、1961年
- 『座談会 大正文学史』、柳田泉・猪野謙二と共編著、1965年
  - 『座談会 明治・大正文学史』岩波現代文庫（全6巻）、2000年
- 『北村透谷選集』岩波文庫、改訂版1978年。校訂